# Chalmazel
Chalmazel era una comuna francesa situada en el departamento de Loira, de la región de Auvernia-Ródano-Alpes, que el 1 de enero de 2016 pasó a ser una comuna delegada de la comuna nueva de Chalmazel-Jeansagnière al fusionarse con la comuna de Jeansagnière.

## Demografía
| Gráfica de evolución demográfica de Chalmazel entre 1800 y 2013 |
|                                                                 |

Los datos demográficos contemplados en este gráfico de la comuna de Chalmazel se han cogido de 1800 a 1999 de la página francesa EHESS/Cassini, y los demás datos de la página del INSEE.